# Temporada 1981-82 de los Portland Trail Blazers
La temporada 1981-82 fue la duodécima de los Portland Trail Blazers en la NBA. La temporada regular acabó con 42 victorias y 40 derrotas, ocupando el octavo puesto de la conferencia Oeste, no logrando clasificarse para los playoffs.

## Elecciones en elDraft
| Ronda | Puesto | Jugador           | Posición  | Nacionalidad   | Universidad  |
| ----- | ------ | ----------------- | --------- | -------------- | ------------ |
| 1     | 15     | Jeff Lamp         | Escolta   | Estados Unidos | Virginia     |
| 1     | 16     | Darnell Valentine | Base      | Estados Unidos | Kansas       |
| 2     | 26     | Brian Jackson     | Alero     | Estados Unidos | Utah State   |
| 3     | 61     | Pétur Guðmundsson | Pívot     | Islandia       | Washington   |
| 4     | 85     | Peter Verhoeven   | Ala-Pívot | Estados Unidos | Fresno State |

## Temporada regular
| División Pacífico      | División Pacífico | División Pacífico | División Pacífico | División Pacífico | División Pacífico | División Pacífico | División Pacífico | División Pacífico |
| Equipo                 | G                 | P                 | %                 | PD                | Casa              | Fuera             | Div               |                   |
| ---------------------- | ----------------- | ----------------- | ----------------- | ----------------- | ----------------- | ----------------- | ----------------- | ----------------- |
| y-Los Angeles Lakers   | 57                | 25                | .695              | –                 | 30–11             | 27–14             | 21–9              |                   |
| x-Seattle SuperSonics  | 52                | 30                | .634              | 5.0               | 31–10             | 21–20             | 18–12             |                   |
| x-Phoenix Suns         | 46                | 36                | .561              | 11.0              | 31–10             | 15–26             | 14–16             |                   |
| Golden State Warriors  | 45                | 37                | .549              | 12.0              | 28–13             | 17–24             | 15–15             |                   |
| Portland Trail Blazers | 42                | 40                | .512              | 15.0              | 27–14             | 15–26             | 15–15             |                   |
| San Diego Clippers     | 17                | 65                | .207              | 40.0              | 11–30             | 6–35              | 7–23              |                   |

## Estadísticas
| Rk | Jugador           | Edad | P  | PT | MP   | TC  | TCI  | %TC   | T3  | T3I | %T3   | TL  | TLI | %TL  | RO  | RD  | RT   | AS  | RB  | TAP | BP  | FP  | PTS  |
| -- | ----------------- | ---- | -- | -- | ---- | --- | ---- | ----- | --- | --- | ----- | --- | --- | ---- | --- | --- | ---- | --- | --- | --- | --- | --- | ---- |
| 1  | Mychal Thompson   | 27   | 79 | 78 | 39.6 | 8.6 | 16.5 | .523  | 0.0 | 0.0 |       | 3.5 | 5.6 | .628 | 3.3 | 8.4 | 11.7 | 4.0 | 0.9 | 1.4 | 3.1 | 2.9 | 20.8 |
| 2  | Calvin Natt       | 25   | 75 | 71 | 34.7 | 6.9 | 11.9 | .576  | 0.0 | 0.1 | .250  | 3.9 | 5.2 | .750 | 2.6 | 5.6 | 8.2  | 2.0 | 0.8 | 0.5 | 1.9 | 2.3 | 17.7 |
| 3  | Jim Paxson        | 24   | 82 | 82 | 33.6 | 8.1 | 15.3 | .526  | 0.1 | 0.4 | .229  | 2.7 | 3.5 | .767 | 0.9 | 1.8 | 2.7  | 3.4 | 1.6 | 0.1 | 1.8 | 1.9 | 18.9 |
| 4  | Kelvin Ransey     | 23   | 78 | 68 | 31.0 | 6.5 | 14.0 | .460  | 0.0 | 0.5 | .079  | 3.1 | 4.1 | .761 | 0.5 | 1.9 | 2.4  | 7.1 | 1.2 | 0.1 | 2.9 | 2.2 | 16.1 |
| 5  | Bob Gross         | 28   | 59 | 24 | 23.3 | 2.9 | 5.5  | .537  | 0.1 | 0.1 | .500  | 1.3 | 1.8 | .750 | 1.7 | 2.7 | 4.4  | 2.1 | 1.3 | 0.7 | 1.5 | 2.7 | 7.2  |
| 6  | Mike Harper       | 24   | 68 | 38 | 21.1 | 2.7 | 5.4  | .497  | 0.0 | 0.0 | .000  | 1.4 | 2.3 | .627 | 1.9 | 3.1 | 5.0  | 0.8 | 0.8 | 1.2 | 1.4 | 3.4 | 6.8  |
| 7  | Kermit Washington | 30   | 20 | 4  | 20.9 | 1.9 | 3.9  | .487  | 0.0 | 0.0 |       | 1.2 | 2.1 | .585 | 2.0 | 3.9 | 5.9  | 1.5 | 0.5 | 0.8 | 1.0 | 2.8 | 5.0  |
| 8  | Pete Verhoeven    | 22   | 71 | 22 | 17.0 | 2.1 | 4.2  | .503  | 0.0 | 0.0 |       | 0.7 | 1.0 | .708 | 1.5 | 2.1 | 3.6  | 0.7 | 0.6 | 0.3 | 0.8 | 3.0 | 4.9  |
| 9  | Darnell Valentine | 22   | 82 | 14 | 16.9 | 2.3 | 5.5  | .413  | 0.0 | 0.1 | .000  | 1.9 | 2.4 | .760 | 0.6 | 1.2 | 1.8  | 3.3 | 1.1 | 0.0 | 1.5 | 2.3 | 6.4  |
| 10 | Billy Ray Bates   | 25   | 75 | 0  | 16.4 | 4.4 | 9.2  | .473  | 0.2 | 0.5 | .293  | 2.2 | 2.8 | .787 | 0.7 | 0.7 | 1.4  | 1.5 | 0.5 | 0.1 | 1.2 | 1.3 | 11.1 |
| 11 | Pétur Guðmundsson | 23   | 68 | 6  | 12.4 | 1.2 | 2.4  | .500  | 0.0 | 0.0 | 1.000 | 0.8 | 1.1 | .684 | 0.8 | 2.0 | 2.7  | 0.9 | 0.2 | 0.4 | 1.1 | 2.4 | 3.2  |
| 12 | Dennis Awtrey     | 33   | 10 | 3  | 12.1 | 0.5 | 1.5  | .333  | 0.0 | 0.0 |       | 0.5 | 0.9 | .556 | 0.7 | 0.7 | 1.4  | 0.8 | 0.1 | 0.2 | 0.6 | 2.8 | 1.5  |
| 13 | Jeff Lamp         | 22   | 54 | 0  | 11.4 | 1.9 | 3.6  | .510  | 0.0 | 0.0 | .000  | 0.9 | 1.1 | .820 | 0.4 | 0.7 | 1.2  | 0.5 | 0.3 | 0.0 | 0.8 | 1.5 | 4.6  |
| 14 | Kevin Kunnert     | 30   | 21 | 0  | 11.3 | 1.0 | 2.3  | .417  | 0.0 | 0.0 |       | 0.4 | 0.8 | .529 | 1.0 | 2.2 | 3.1  | 0.9 | 0.1 | 0.3 | 0.9 | 2.4 | 2.3  |
| 15 | Carl Bailey       | 23   | 1  | 0  | 7.0  | 1.0 | 1.0  | 1.000 | 0.0 | 0.0 |       | 0.0 | 0.0 |      | 0.0 | 0.0 | 0.0  | 0.0 | 0.0 | 0.0 | 2.0 | 2.0 | 2.0  |